# ربيعة بن كعب
ربيعة بن كعب صحابي جليل من أهل الحجاز وهو من كبار المهاجرين البدريين، ومِنْ أَصْحَابِ الصُّفَّةِ 

## سيرته
هو الصحابي الجليل رَبِيعَةُ بْنُ كَعْبٍ بْن مالك بْن يعمر أَبُو فِرَاسٍ الْأَسْلَمِيُّ يعد من أهل الحجاز، وهو من كبار المهاجرين البدريين، ومِنْ أَصْحَابِ الصُّفَّةِ وكان يحب أن يَخدِمَ النَّبِيَّ صلى الله عليه وسلم، وَلَمْ يَزَلْ رَبِيعَةُ يَلْزَمُ النَّبِيِّ، صلى الله عليه وسلم  بِالْمَدِينَةِ يَغْزُو مَعَهُ حَتَّى قُبِضَ رَسُولُ اللَّهِ صلى الله عليه وسلم توفي، رضي الله عنه، سنة ثلاث وستين للهجرة.

## إسلامه
أسلم ربيعة بن كعب رضي الله عنه وهاجر إلى المدينة، وكان شديد الحب للنبي حتى أنه كان يلازمه في نهاره في حضره وسفره، ويبيت عند باب غرفته في الليل رغبة في خدمته، قَالَ رَبِيعَةُ: كُنْتُ أَبِيتُ مَعَ رَسُولِ اللهِ صلى الله عليه وسلم  فَأَتَيْتُهُ بِوَضُوئِهِ وَحَاجَتِهِ فَقَالَ لِي: «سَلْ» فَقُلْتُ: أَسْأَلُكَ مُرَافَقَتَكَ فِي الْجَنَّةِ. قَالَ: «أَوَ غَيْرَ ذَلِكَ» قُلْتُ: هُوَ ذَاكَ. قَالَ: «فَأَعِنِّي عَلَى نَفْسِكَ بِكَثْرَةِ السُّجُودِ».

## روايته
- حَدَّثَنَاهُ سُلَيْمَانُ بْنُ أَحْمَدَ، ثنا مُحَمَّدُ بْنُ النَّضْرِ الْأَزْدِيُّ، حَدَّثَنَا أَحْمَدُ بْنُ عَبْدِ الْمَلِكِ بْنِ وَاقِدٍ، ثنا مُحَمَّدُ بْنُ سَلَمَةَ، عَنْ مُحَمَّدِ بْنِ إِسْحَاقَ، عَنْ مُحَمَّدِ بْنِ عَمْرِو بْنِ عَطَاءٍ، عَنْ نُعَيْمٍ الْمُجْمِرِ، عَنْ رَبِيعَةَ بْنِ كَعْبٍ، قَالَ: كُنْتُ أَخْدُمُ رَسُولَ اللهِ صَلَّى اللَّهُ عَلَيْهِ وَسَلَّمَ نَهَارِي، فَإِذَا كَانَ اللَّيْلُ أَوَيْتُ إِلَى بَابِ رَسُولِ اللهِ صَلَّى اللَّهُ عَلَيْهِ وَسَلَّمَ فَبِتُّ عِنْدَهُ، فَلَا أَزَالُ أَسْمَعُهُ يَقُولُ: «سُبْحَانَ اللهِ، سُبْحَانَ رَبِّي» حَتَّى أَمَلَّ أَوْ يُغْلِبَنِي فَأَنَامَ فَقَالَ ذَاتِ يَوْمٍ: «يَا رَبِيعَةُ، سَلْنِي فَأُعْطِكَ» ، فَقُلْتُ: أَنْظِرْنِي حَتَّى أَنْظُرَ وَتَذَكَّرْتُ أَنَّ الدُّنْيَا فَانِيَةٌ مُنْقَطِعَةٌ فَقُلْتُ: يَا رَسُولَ اللهِ، أَسْأَلُكَ أَنْ تَدْعُوَ اللهَ أَنْ يُنَجِّيَنِي مِنَ النَّارِ وَيُدْخِلَنِي الْجَنَّةَ، فَسَكَتَ رَسُولُ اللهِ صَلَّى اللَّهُ عَلَيْهِ وَسَلَّمَ ثُمَّ قَالَ: «مَنْ أَمَرَكَ بِهَذَا؟» قُلْتُ: مَا أَمَرَنِي بِهِ أَحَدٌ، وَلَكِنِّي عَلِمْتُ أَنَّ الدُّنْيَا مُنْقَطِعَةٌ فَانِيَةٌ، وَأَنْتَ مِنَ اللهِ بِالْمَكَانِ الَّذِي أَنْتَ بِهِ فَأَحْبَبْتُ أَنْ تَدْعُوَ اللهَ، قَالَ: «إِنِّي فَاعِلٌ فَأَعِنِّي بِكَثْرَةِ السُّجُودِ» وَرَوَاهُ أَبُو عِمْرَانَ الْجَوْنِيُّ، عَنْ رَبِيعَةَ قِصَّةَ الْخِدْمَةِ وَالتَّزْوِيجِ
- حَدَّثَنَا عَبْدُ اللهِ بْنُ جَعْفَرٍ، حَدَّثَنَا يُونُسُ بْنُ حَبِيبٍ، ثنا أَبُو دَاوُدَ، ثنا الْمُبَارَكُ بْنُ فَضَالَةَ، عَنْ أَبِي عِمْرَانَ الْجَوْنِيِّ، عَنْ رَبِيعَةَ بْنِ كَعْبٍ، قَالَ: كُنْتُ أَخْدُمُ النَّبِيَّ صَلَّى اللَّهُ عَلَيْهِ وَسَلَّمَ فَقَالَ لِي ذَاتَ يَوْمٍ: «يَا رَبِيعَةُ، أَلَا تَتَزَوَّجُ» قُلْتُ: يَا رَسُولَ اللهِ، مَا عِنْدِي مَا يُقِيمُ امْرَأَةً، وَمَا أُحِبُّ أَنْ يَشْغَلَنِي عَنْ خِدْمَتِكَ شَيْءٌ، وَذَكَرَ قِصَّةَ التَّزْوِيجِ، وَقِصَّةً مَعَ أَبِي بَكْرٍ بِطُولِهَا "
- حَدَّثَنَا أَبُو بَكْرٍ الطَّلْحِيُّ، ثنا مُحَمَّدُ بْنُ عَلِيِّ بْنِ حَبِيبٍ الرَّقِّيُّ، ثنا مُحَمَّدُ بْنُ عِيسَى بْنِ الْمُبَارَكِ، مَوْلَى عُمَرَ بْنِ عَبْدِ الْعَزِيزِ، ثنا مُحَمَّدُ بْنُ عُمَرَ الْأَسْلَمِيُّ، ثنا عَبْدُ اللهِ بْنُ عَامِرٍ الْأَسْلَمِيُّ، عَنْ يَحْيَى بْنِ هِنْدَ الْأَسْلَمِيِّ، عَنْ حَنْظَلَةَ بْنِ عَمْرٍو الْأَسْلَمِيِّ، عَنْ رَبِيعَةَ بْنِ كَعْبٍ الْأَسْلَمِيِّ، قَالَ: «رَأَيْتُ رَسُولَ اللهِ صَلَّى اللَّهُ عَلَيْهِ وَسَلَّمَ مَسَحَ عَلَى خُفَّيْهِ»
- حَدَّثَنَا الْحَسَنُ بْنُ عَلَّانَ الْوَرَّاقُ، ثنا إِسْحَاقُ بْنُ عَبْدوسٍ، ثنا عَلِيُّ بْنُ الْأَزْهَرِ، ثنا مُحَمَّدُ بْنُ دَاوُدَ الْعَطَّارُ، ثنا إِبْرَاهِيمُ بْنُ عَمْرِو بْنِ بَكْرٍ، حَدَّثَنِي أَبِي، عَنْ أَبِي سِنَانٍ، عَنْ عُمَرَ بْنِ عَبْدِ الْعَزِيزِ، عَنْ أَبِي سَلَمَةَ، عَنْ رَبِيعَةَ بْنِ كَعْبٍ، قَالَ: قَالَ رَسُولُ اللهِ صَلَّى اللَّهُ عَلَيْهِ وَسَلَّمَ: «اللَّحْمُ سَيِّدُ إِدَامِ الدُّنْيَا وَالْآخِرَةِ» [4]

## خدمته وملازمته للرسول صلى الله عليه وسلم
طلب ربيعة بين كعب و ملازمة النبي في الجنة كما لازمة في الدنيا، وهذه مكانة رفيعة، فدله النبي صلى الله عليه وسلم على كثرة السجود ليجمع بين دعاء النبي صلى الله عليه وسلم والعمل، وكذلك الأهداف العظيمة لا بد فيها من العمل مع طلب التوفيق من الله عز وجل، وأما السجود فهو مما يرفع الله به الدرجات، قال ثَوْبَان لرَسُولِ اللهِ : أَخْبِرْنِي بِعَمَلٍ أَعْمَلُهُ يُدْخِلُنِي اللهُ بِهِ الْجَنَّةَ؟ فَقَالَ: «عَلَيْكَ بِكَثْرَةِ السُّجُودِ لِلَّهِ، فَإِنَّكَ لَا تَسْجُدُ لِلَّهِ سَجْدَةً، إِلَّا رَفَعَكَ اللهُ بِهَا دَرَجَةً، وَحَطَّ عَنْكَ بِهَا خَطِيئَةً»، وأَقْرَبُ مَا يَكُونُ الْعَبْدُ مِنْ رَبِّهِ وَهُوَ سَاجِدٌ، وَهذا مُوَافِقٌ لِقَوْلِ اللَّهِ تَعَالَى (... وَاسْجُدْ وَاقْتَرِبْ)، «سورة العلق: الآية 19»، وَلِأَنَّ السُّجُودَ غَايَةُ التَّوَاضُعِ وَالْعُبُودِيَّةِ لِلَّهِ تَعَالَى.
==أثر تربية الرسول لربيعة بن كعب الأسلمي== إن رجلًا صاحب النبي صلى الله عليه وسلم وخدمه وكان يقوم على حاجته ليلًا ونهارًا لخليق به أن يتأثر بالنبي r في أقواله وأفعاله، ومن المؤكد أن النبي ترك في نفسه أثرًا تربويًا انعكس على حياته في أفعاله وسلوكه. يقول ربيعة بن كعب الأسلمي: (كنت أخدم رسول الله صلى الله عليه وسلم وأقوم له في حوائجه طيلة نهاري حتى يصلي رسول الله r العشاء الأخرة فأجلس ببابه، فإذا دخل بيته أقول: لعلها أن تحدث لرسول الله r حاجه فما أزال أسمعه يقول أي: رسول الله r: سبحان الله، سبحان الله، سبحان الله وبحمده، حتى أمل فأرجع أو تغلبني عيني فأرقد. قال: فقال لي يوما -لما يرى من خفتي وخدمتي إياه-: سلني يا ربيعة أعطك. قال: فقلت: أنظرني في أمري يا رسول الله. قال: ففكرت في نفسي فعرفت أن الدنيا منقطعة زائلة وأن لي فيها رزقًا سيكفيني ويأتيي، قال: فقلت: أسال رسول الله r لأخرتي فإنه من الله عز وجل بالمنزل الذي هو به، قال: فجئت فقال: ما فعلت يا ربيعة؟ قال: فقلت: نعم يا رسول الله أسالك أن تشفع لي إلى ربك فيعقتني من النار، قال: فقال: من أمرك بهذا يا ربيعة! قال: فقلت: لا والله الذي بعثك بالحق ما أمرني به أحد، ولكنك لما قلت: سلني أعطك وكنت من الله بالمنزل الذي أنت به، نظرت في أمري وعرفت أن الدنيا منقطعة وزائلة وأن لي فيها رزقا سيأتيني فقلت: أسال رسول الله r لآخرتي، قال: فصمت رسول الله r طويلا ثم قال لي: إني فاعل فأعني على نفسك بكثرة السجود.